# Kamen Rider X
Kamen Rider X (jap. 仮面ライダーX Kamen Raidā Ekkusu) – japoński serial tokusatsu, trzecia część cyklu Kamen Rider. Serial powstał przy współpracy Ishimori Productions oraz Toei Company. Emitowany był na kanale MBS i NET od 16 lutego 1974 do 12 października 1974 roku, liczył 35 odcinków.

## Opis fabuły
Keisuke Jin wraz ze swoim ojcem Keitarō Jinem, który jest ekspertem w dziedzinie robotów zostają sterroryzowani przez złą organizację zwaną GOD. Wiedza naukowca jest potrzebna im do stworzenia armii cyborgów, które mają pomóc im opanować świat. Podczas ucieczki z rąk GOD doktor Jin zostaje ranny zaś sam Keisuke ginie zabity przez terrorystów. Konający ojciec postanawia ostatkiem sił przywrócić syna do życia i zmienia go w cyborga – Kamen Ridera X. Od tej pory zadaniem Keisukego jest powstrzymanie szatańskich planów GOD. Wspiera go w tym mentor poprzednich Riderów – Tōbei Tachibana.

## Bohaterowie
- Keisuke Jin (jap. 神 敬介 Jin Keisuke) / Kamen Rider X (jap. 仮面ライダーX Kamen Raidā Ekkusu)
- Tōbei Tachibana (jap. 立花 藤兵衛 Tachibana Tōbei)
- Ryōko Mizuki (jap. 水城 涼子 Mizuki Ryōko)
- Kiriko Mizuki (jap. 水城 霧子 Mizuki Kiriko)
- Chiko (jap. チコ)
- Mako (jap. マコ)
- Keitarō Jin (jap. 神 敬太郎 Jin Keitarō)

Poprzedni Riderzy
- Hayato Ichimonji/Kamen Rider 2 (jap. 一文字 隼人/仮面ライダー2号 Ichimonji Hayato/Kamen Raidā Nigō)
- Shirō Kazami/Kamen Rider V3 (jap. 風見 志郎/仮面ライダーV3 Kazami Shirō/Kamen Raidā Buisurī)

## Media

### Filmy
- 1974: Kamen Rider X – filmowa wersja 3 odcinka.
- 25 lipca 1974: Five Riders vs. King Dark (jap. 五人ライダー対キングダーク Gonin Raidā Tai Kingu Dāku)

### S.I.C. Hero Saga
Historia poboczna S.I.C. Hero Saga zatytułowana Masked Rider X -Son of Zeus- (jap. MASKED RIDER X -ゼウスの息子- Kamen Raidā Ekkusu -Zeusu no Musuko-) była publikowana w czasopiśmie Monthly Hobby Japan od lipca do września 2009 roku.
Rozdziały
1. Kaitai Shinden (jap. 海底神殿)
2. King Dark (jap. キングダーク Kingu Dāku)
3. Dr. Noroi (jap. 呪博士 Noroi Hakase)

### Muzyka
Opening
- „Set Up! Kamen Rider X” (jap. セタップ！仮面ライダーX Setappu! Kamen Raidā Ekkusu)

Słowa: Shōtarō Ishinomori
Kompozycja: Shunsuke Kikuchi
Wykonanie: Ichirō Mizuki
Ending
- „Ore wa X.X. Rider” (jap. 俺はX.X.ライダー Ore wa X.X. Raidā)

Słowa: Saburō Yatsude
Kompozycja: Shunsuke Kikuchi
Wykonanie: Ichirō Mizuki

## Obsada
- Keisuke Jin: Ryō Hayami
- Ryōko Mizuki, Kiriko Mizuki: Naoko Miyama
- Keitarō Jin: Jun Tazaki
- Tōbei Tachibana: Akiji Kobayashi
- Chiko: Chisako Kosaka
- Mako: Miyuki Hayata
- Apollo Geist: Yasuhiko Uchida
- Generał G.O.D.: Osamu Saka (głos)
- King Dark/Dr Noroi: Fumio Wada (głos)